# Sasunaga nupa
Sasunaga nupa är en fjärilsart som beskrevs av Embrik Strand 1916. Sasunaga nupa ingår i släktet Sasunaga och familjen nattflyn. Inga underarter finns listade.